# مجموعة كيشت الإعلامية
مجموعة كيشت الإعلامية  المعروفة أيضاَ باسم كيشت (بالعبرية: קשת‏)، هي شركة إعلامية إسرائيلية خاصة مقرها في تل أبيب.
تدير شركة كيشت شبكة إعلامية، وهي مشغل بث تلفزيوني وحاصلة على امتياز القناة الثانية الإسرائيلية، منذ عام 1993 وحتى نوفمبر 2017. منذ إصلاح الترخيص في نوفمبر 2017، تم تغيير علامتها التجارية في إسرائيل إلى كيشيت 12، وهي قناة منفصلة.
تعرض كيشيت المسلسلات الدرامية الأصلية والترفيهية والشؤون الجارية وعروض أسلوب الحياة والبرامج الأجنبية. كيشت الدولية هي ذراع كيشت للإنتاج والتوزيع العالمي، والفرع الرقمي للشركة هو ماكو، وهو أحد المواقع الثلاثة الأكثر زيارة في إسرائيل.
تأسست كيشيت عام 1993 وهي واحدة من أكبر الشركات الإعلامية في إسرائيل. يشغل آفي نير منصب الرئيس التنفيذي لمجموعة كيشيت ميديا منذ عام 2002. كشبكة رائدة في إسرائيل، كيشيت مسؤولة عن العروض بما في ذلك أسرى الحرب (حاتوفيم) والنجمة الصاعدة (هكوخاف هبا) وعندما يطير الأبطال.

## الأقسام والشركات التابعة

### كيشيت الدولية
تبيع كيشيت التنسيقات تحت تنسيقات كيشيت منذ عام 2000. في عام 2012، تم تأسيس كيشيت الدولية كفرع عالمي للإنتاج والتوزيع لمجموعة مجموعة كيشيت ميديا. لديها عمليات في المملكة المتحدة (كيشيت للإنتاج وطير أخضر)، وهونغ كونغ (كيشيت آسيا)، والولايات المتحدة (استوديوهات كيشيت)، وألمانيا (تريزور ورواية كيشيت تريزور).

### ماكو
ماكو هي بوابة إخبارية وترفيهية إسرائيلية تملكها وتديرها كيشيت وتقدم محتوى فيديو حسب الطلب من عروض كيشيت وبرامج القناة 2 الإخبارية وبيب (القناة الكوميدية) وميوزك 24 (قناة الموسيقى الإسرائيلية). بالإضافة إلى ذلك، فهي تستضيف محتوى أنشأه المستخدمون في هامباتيا، وتوفر محتوى مكتوباً يغطي الأخبار والترفيه والرياضة والموسيقى والتلفزيون والطعام والكوميديا و «المنزل والعائلة» و «رقمي» و «الروح» و «النساء والرجال».

### كيشيت 12
كان بث كيسيت في الأصل واحد من اثنين من المشغلين اللذين أدارا القناة التلفزيونية التجارية الإسرائيلية الرئيسية، القناة 2، من 1993 إلى 2017 حتى انقسام القناة 2.
في نوفمبر 2017، أغلقت القناة الثانية، في حين أعيد تسمية بث كيشيت وإطلاقه مرة أخرى إلى كيشيت 12، وهي قناة تلفزيونية جديدة تبث على مدار الساعة طوال أيام الأسبوع، على عكس القناة الثانية التي تبث محتوى كيشيت لبضعة أيام في الأسبوع.

## روابط خارجية
- رجل الأعمال يتسحاق تيشوفا يشتري أسهم Leumi بنسبة 20٪ في Keshet[وصلة مكسورة] من The Marker ، إسرائيل.
- اندماج كيشيت وقناة الموسيقى نسخة محفوظة 18 أكتوبر 2021 على موقع واي باك مشين. ، بيان صحفي رسمي لهيئة الإذاعة الإسرائيلية الثانية